# Maredudd ap Tudur
Mareddud ap Tudur (— c. 1406) foi um soldado galês e nobre da família Tudor da cidade de Penmynydd. Ele foi um dos cinco filhos de Tudur ap Goronwy e também foi o pai de Owen Tudor. Maredudd apoiou a rebelião galesa Owain Glyndŵr em 1400, ao lado de seus irmãos Rhys ap Tudur e Gwilym ap Tudur; Owain era seus primos. Ele também foi o bisavô de Henrique VII da Inglaterra e tataravô de  Henrique VIII da Inglaterra.

## Ancestrais e primeiros anos
Maredudd foi um dos cinco filhos de Tudur ap Goronwy e Marged ferch Tomos; sendo seus irmãos Ednyfed ap Tudor, Rhys ap Tudur, Goronwy ap Tudor e de Gwilym ap Tudur. Tudur serviu as forças do rei Eduardo III da Inglaterra durante as campanhas na França em 1337, assumindo o posto de cavaleiro no processo. Mais tarde, tornou-se um oficial real da ilha de Angelsey e desejou que todos os seus filhos encontrassem serviços semelhantes ao dele. A família era descendente de Ednyfed Fychan e seu filho Goronwy ab Ednyfed, o fundador da família Tudor da cidade de Penmynydd.
Entre 1387 e 1395, Maredudd se tornou rafogaw (oficial de justiça) do commote em Malltraeth. Seus irmãos Rhys e Goronwy tiveram papéis semelhantes no commote de Dindaethwy. Maredudd foi nomeado escheator de Anglesey entre 1388 e 1391, um papel normalmente reservado pela coroa para os ingleses.

## Destino
Seu irmão Rhys foi executado em 1412, seu outro irmão Gwilym foi perdoado em 1413, porém Maredudd desapareceu sem deixar registros históricos em 1405 e seu destino é incerto.